# Trofeo Villa de Gracia (femenino)
El Trofeo Villa de Gracia (femenino) (Trofeu Vila de Gràcia en catalán) se juega cada año en el estadio Nou Sardenya a partido único, entre el primer equipo femenino del Club Esportiu Europa y un equipo invitado. Se suele disputar a finales de agosto o a inicios de septiembre y marca el inicio de la temporada deportiva.
En su primera etapa, entre 2003 y 2013, recibió el nombre de Torneig Caliu Gracienc al ser organizado por la Peña Europeísta Caliu Gracienc, formada por seguidores del mismo club. Se recuperó su disputa en 2017 con su denominación actual, similar a la de su homónimo masculino, el Trofeo Villa de Gracia. Desde entonces se ha jugado anualmente, a excepción de la edición de 2020 (a causa de la pandemia) y 2022 (por obras en el campo).

## Historial
| Edición                                                                | Años                                 | Campeón                              | Resultado                            | Subcampeón                           |
| Disputado como Trofeo Caliu Gracienc                                   | Disputado como Trofeo Caliu Gracienc | Disputado como Trofeo Caliu Gracienc | Disputado como Trofeo Caliu Gracienc | Disputado como Trofeo Caliu Gracienc |
| ---------------------------------------------------------------------- | ------------------------------------ | ------------------------------------ | ------------------------------------ | ------------------------------------ |
| 1.ª                                                                    | 2003                                 | CE Europa                            | 1–0                                  | FC Barcelona B                       |
| 2.ª                                                                    | 2004                                 | CE Sant Gabriel                      | 2–0                                  | CE Europa                            |
| 3.ª                                                                    | 2005                                 | CE Sant Gabriel                      | 2–1                                  | CE Europa                            |
| 4.ª                                                                    | 2006                                 | CE Europa                            | 3–1                                  | FC Barcelona B                       |
| 5.ª                                                                    | 2007                                 | UE Lleida                            | 3–0                                  | CE Europa                            |
| 6.ª                                                                    | 2008                                 | CD Blanes                            | 2–2 (pp)                             | CE Europa                            |
| 7.ª                                                                    | 2009                                 | CE Europa                            | 6–0                                  | Unificación Bellvitge                |
| 8.ª                                                                    | 2010                                 | RCD Espanyol B                       | 3–2                                  | CE Europa                            |
| 9.ª                                                                    | 2011                                 | FC Barcelona B                       | 3–1                                  | CE Europa                            |
| 10ª                                                                    | 2012                                 | UE Sant Andreu                       | 1–1 (pp)                             | CE Europa                            |
| 11.ª                                                                   | 2013                                 | CE Europa                            | 5–1                                  | EF Bonaire                           |
| 2014 – 2016 No se disputó                                              |                                      |                                      |                                      |                                      |
| Disputado como Trofeo Villa de Gracia                                  |                                      |                                      |                                      |                                      |
| 12.ª                                                                   | 2017                                 | CE Seagull                           | 2–1                                  | CE Europa                            |
| 13.ª                                                                   | 2018                                 | CE Europa                            | 4–2                                  | FC Barcelona B                       |
| 14.ª                                                                   | 2019                                 | CE Europa                            | 5–2                                  | RCD Espanyol B                       |
| 2020 No disputado a causa de la pandemia                               |                                      |                                      |                                      |                                      |
| 15.ª                                                                   | 2021                                 | AEM Lleida                           | 3–1                                  | CE Europa                            |
| 2022 No disputado por instalación de hierba en el estadio Nou Sardenya |                                      |                                      |                                      |                                      |
| 16.ª                                                                   | 2023                                 | Villarreal CF                        | 4–2                                  | CE Europa                            |
| 17.ª                                                                   | 2024                                 | CD Atlético Baleares                 | 2–2 (pp)                             | CE Europa                            |

(pp): ganador por penaltis

## Palmarés
- Con 6 títulos: CE Europa

- Con 2 títulos: CE Sant Gabriel

- Con 1 título: UE Lleida, CD Blanes, RCD Espanyol B, FC Barcelona B, UE Sant Andreu, CE Seagull,  AEM Lleida, Villarreal CF y CD Atlético Baleares